# NATO Híradástechnikai és Információ Rendszerek Ügynökség
A NATO Híradástechnikai és Információ Rendszerek Ügynökség – angolul NATO Communications and Information Systems Agency, röviden NACISA – egy már megszűnt NATO ügynökség. A NATO a NACISA és a SHAPE Technikai Központ – SHAPE Technical Centre (STC) – összevonásával hozta létre 1996. július 1-jén a NATO Tanácsadó, Vezetési és Irányítási Ügynökséget (NC3A).
Az ügynökség legjelentősebb feladatát a NATO 1967-es Brüsszelbe költözését követően kapta. A költözést egybekötötték a NATO híradó rendszerének korszerűsítésével, ami elsősorban a NATO kríziskezelő képességek növelésében játszott fontos szerepet. Az ügynökség felelt az 1970-ben telepített műholdas kommunikáció és annak földi termináljainak rendszerszintű integrációjáért.